# Félix Palante
Félix Joseph Marie Palante (Mianoye, 16 december 1849 - Anthée, 16 juli 1910) was een Belgisch volksvertegenwoordiger.

## Levensloop
Palante was cavalerieofficier.
Hij werd gemeenteraadslid in Anthée en van 1894 tot 1896 was hij liberaal volksvertegenwoordiger voor het arrondissement Philippeville.